# سرو هیمالیایی
سِرو هیمالیایی (نام علمی: Capricornis thar) نام یک گونه از سرده سِرو است.